# 폼 (HTML)
폼(Form), 입력 폼은 웹 프로그래밍의 기술의 하나이다. 클라이언트가 정보를 입력·선택하고, 웹 서버 등의 폼을 처리하는 에이전트로 제출하기 위한 기구이다. 
다른 프로그램과의 조합이 용이한 것이나, 쌍방향성(상호작용)이 요구될 수 있는 오늘날의 인터넷의 필요성을 충분히 갖고 있었기 때문에, 웹 프로그래밍 중에서도 상당히 중요한 존재가 되었다. 
CGI 프로그램이나 PHP 프로그램이나 자바 서블릿에 데이터를 건네주어서 기동하는 것으로 사용되는 것이 많다. 
HTML나 XHTML에서는 FORM 요소와 몇개의 종류가 다른 기능을 가지는 컨트롤(부품)에 따라서 구성된다.

## 주요 컨트롤 종류와 기능

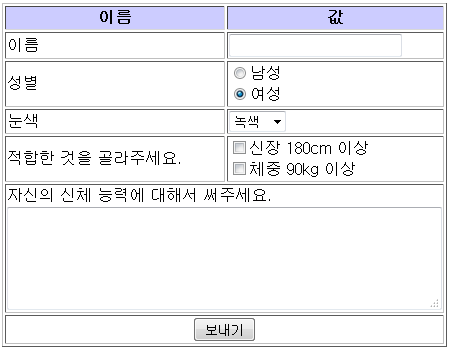
모질라 파이어폭스에서의 샘플 폼. (클릭해서 소스 코드를 확인할 수 있다)

제출 버튼(submit button)실행시켰을 때에 폼에 입력된 내용을 제출한다.
리셋 버튼(reset button)실행시켰을 때에 폼의 내용을 초기값으로 되돌린다.
푸시 버튼(push button)실행시켰을 때에 미리 작성자에 의해서 준비된 클라이언트 사이드의 스크립트를 실행한다.
체크 상자(checkbox)사용자에게 복수의 선택지 중에서 임의수를 선택시킨다.
라디오 단추(radio buttons)사용자에게 복수의 선택지 중에서 1개만을 선택시킨다.
메뉴(menu)사용자에게 선택 항목 중에서 1개, 혹은 복수의 항목을 선택시킨다.
텍스트 입력(text input)사용자에게 1줄 혹은 여러 줄의 텍스트를 입력시킨다.
파일 선택(file select)클라이언트 컴퓨터에 있는 파일을 서버에 업로드한다.
히든 컨트롤(hidden control)웹 브라우저 등의 화면에는 렌더링되지 않지만, 값은 제출된다. 주로 프로그램 사이에서의 정보의 주고 받음에 사용된다.
오브젝트 컨트롤(object control)표준에서는 정의되지 않는 컨트롤도 사용할 수가 있다고 정의되고 있다.

## HTML 태그
```
<
textarea ～
>
 텍스트 입력 (여러 줄) 
<
/textarea
>

<
input type="～" ～
>
 나머지 (타입에서 지정) 
<
/input
>
```

## 같이 보기
- 웹 애플리케이션
- 클라우드 컴퓨팅